# Ramon Bieri
Pour les articles homonymes, voir Bieri.
 (août 2018).
Ramon Bieri, crédité sous son nom complet Ramon Arens Bieri, au début de sa carrière, est un acteur américain, né le 16 juin 1929 à Hartoford (Connecticut) et mort le 27 mai 2001 à Woodland Hills (Californie).

## Biographie

### Carrière
Après des débuts au théâtre, il apparaît dans de nombreux seconds rôles aussi bien au cinéma qu'à la télévision. 
Parmi ses prestations figurent entre autres La Balade sauvage, Le Convoi de la peur, Reds ou encore Le Sicilien où il incarne le mafieux Quintana.
Il est apparu dans de nombreuses séries télévisées comme Cannon, Drôles de dames, La Conquête de l'Ouest ou Buck Rogers.

### Vie privée
Ramon Bieri a été marié deux fois :
- Avec Dorothy Whitney en 1965, avec qui il a eu un enfant, dont il divorce en 1967.
- Avec Charlene Polite en 1970. Ils divorcent en 1979.

### Décès
Il succombe à un cancer à Woodland Hills, en Californie, à l'âge de 71 ans. Il mesurait 1,88 m.

## Filmographie

### Cinéma
- 1970 : L'Amoureuse (The Grasshopper) de Jerry Paris : Roosevelt Dekker
- 1970 : RPM de Stanley Kramer : Brown
- 1971 : Le Mystère Andromède (The Andromeda Strain) de Robert Wise : Major Manchek
- 1971 : Brother John de James Goldstone : Orly Ball
- 1972 : Les Centaures (The Honkers) de Steve Ihnat : Jack Ferguson
- 1973 : La Balade sauvage (Badlands) de Terrence Malick : Cato
- 1974 : Conversation secrète (The Conversation) de Francis Ford Coppola : un homme à la Party (non crédité)
- 1976 : Nicole d'István Ventilla : Malcolm
- 1977 : Le Convoi de la peur (Sorcerer) de William Friedkin : Charles Corlette
- 1979 : Le Rabbin au Far West (The Frisco Kid) de Robert Aldrich : M. Jones
- 1981 : Reds de Warren Beatty : le chef de la Police
- 1984 : Grandview, U.S.A. de Randal Kleiser : M. Pearson
- 1985 : The Zoo Gang de Pen Densham et John Watson : Pa Donnely
- 1987 : Le Sicilien (The Sicilian) de Michael Cimino : Guido Quintana
- 1988 : Enquête en tête (Vibes) de Ken Kwapis : Eli Diamond
- 1996 : Les Fantômes du passé (Ghosts of Mississippi) de Rob Reiner : James Holley

### Télévision

#### Téléfilms
- 1970 : Southern Fried : Lamaar Peevy
- 1973 : Hunter : Mishani
- 1973 : Outrage : Tottif
- 1974 : It's Good To be Alive : Walter O'Malley
- 1974 : Calibre 38 : Walt Kelsy
- 1975 : Échec à l'organisation (Crossfire) : Capitaine McCardle
- 1977 : The San Pedro Burns : Sergent Yost
- 1977 : Panic in Echo Park : Fallen Reilly
- 1977 : Le Dernier Match (A Love Affair : The Eleanor and Lou Gehrig Story) : Babe Ruth
- 1978 : True Grit : Shérif Ambrose
- 1979 : When She Was Bad... : Dr Gilbert
- 1980 : A Christmas Without Snow : Henry Quist
- 1980 : Seventeen Going on Nowhere (court-métrage)
- 1981 : A Matter Life and Death : Kutzreba
- 1986 : Oceans of Fire : Chuck Horn
- 1987 : Opération Soja (Carly's Web)
- 1987 : Juarez : Lieutenant C.P. Hardin
- 1989 : The Final Days : Juge John J. Sirica
- 1994 : Les Enfants de la nuit (Children of the Dark) : T. Hardy Fallbrook

#### Séries télévisées
- 1962 : Armstrong Circle Theater - épisode A City Betrayed
- 1963 : Naked City : un patrouilleur (non crédité)
- 1963 - 64 : Directions : Père Louis / JC Four
- 1964 : Route 66 : un homme au bar
- 1964 : East Side/West Side : Anderson / Brill
- 1965 : The Nurses : Nick Cestano
- 1966 : Stalag 13 : Steiner - épisode Hello, Zolle
- 1966 : Hawk, l'oiseau de nuit : Al Furber - épisode "H" is a Dirty Letter (sous le nom de Ray Bieri)
- 1966 : NET Playhouse (en) : épisode A Sleep of Prisoners
- 1968 - 1974 : Gunsmoke : rôles divers - 6 épisodes
- 1969 : Le Ranch L : Nevill
- 1969 - 1974 : Mannix : Peters / Earl Weldon / Carl Meiss
- 1969 - 70 : Room 222 : Gil Casey - 4 épisodes
- 1969 - 1971 : Mission Impossible : Colonel Jaroslav Sardner - épisode Submarine / Colonel Rodriguez - épisode The Catafaique
- 1970 : Daniel Boone : Hanker
- 1970 - 71 : The Bold Ones: The Lawyers : M. Parkinson - épisode The People Against Doctor Chapman / Juge Arnold Hartman - épisode Hall of Justice
- 1970 - 71 : Storefront Lawyers : Ravetch / Harris
- 1971 : Docteur Marcus Welby : Paul Barrett - épisode A Woman's Place
- 1971 - 1973 : Bonanza : Shérif Solomon Budd - épisode The Desperado / Jonas Holt - épisode The Marriage of Theodora Duffy
- 1971 - 72 : Opération Danger : Shérif Moody - épisode The 5th Victim / Ted Thompson - épisode The Clementine Ingredient
- 1971 - 1973 : Owen Marshall, Counselor of Law : Dr Thomas Hershey / Eubank
- 1971 - 72 : Sarge : le chef Dewey - 1 épisode / Lieutenant Barney Verick - 9 épisodes
- 1972 : Les Rues de San Francisco : Skowlownowski - épisode In the Midst of Strangers
- 1972 : Jigsaw : épisode To Stalk the Night
- 1973 : Search : Inspecteur Baertschi - épisode Numbered for Death
- 1973 : Médecins d'aujourd'hui (Medical Center) : Simmons - épisode No Margin for Error
- 1973 : The Partridge Family : M. Grisbee - 1 épisode
- 1973 : Barnaby Jones : Lieutenant Hager - épisode Death Leap
- 1973 : Le Magicien (The Magician) : Lieutenant Phil Corcoran - épisode The Vanishing Lady
- 1973 : L'Homme de fer (Ironside) : Frank Clausen - épisode The Armageddon Gang
- 1973 : Tenafly : Brimmer - épisode The Window that wasn't
- 1973 : Kung Fu : John Bates - épisode The Salamander
- 1973 - 1976 : Cannon : Chief / Lieutenant Lancaster / Capitaine Styles
- 1974 : Banacek : John Hargroves - 1 épisode
- 1974 : Chase : épisode The Gale Ball
- 1974 : La Petite Maison dans la prairie : Liam O'Neill - épisode A Harvest of Friends
- 1974 : Police Story : Josef Stavo - épisode Fathers and Sons
- 1974 : Lucas Tanner : Craig Willeman / Craig Wilson
- 1974 : The Manhunter : épisode The Doomsday Gang
- 1974 : 200 dollars plus les frais (The Rickford Files) : Shérif Homer Proutty - épisode Caledonia - It's Worth a Fortune !
- 1974 - 75 : Dossiers brûlants (Kolchak: The Night Stalker) : Capitaine Joe Baker / Capitaine Webster
- 1975 : Movin' On : Rip - épisode Tattoos
- 1975 : Hawaï police d'État : Michael Briggs - épisode Diary of a Gun
- 1975 : Kate McShane : 1 épisode
- 1975 - 1981 : Insight : 3 épisodes
- 1976 : Bronk : O'Flanagan - épisode Vengeance
- 1976 : Harry O : Sam Pace - épisode Forbidden City
- 1976 : McNaughton's Daughter : Randall Justice
- 1976 : Starsky et Hutch : Bo Rile - épisode Bounty Hunter
- 1977 : Voyage dans l'inconnu (Tales of the Unexpected) : Warden Greer - épisode The Final Chapter
- 1977 : The Rhinemann Exchange : Daniel Meehan
- 1977 - 1979 : Drôles de dames (Charlie's Angels) : Yanos Barzak - épisode Circus of Terror / Jake Garfield - épisode Rosemary for Remembrance
- 1978 : Wheels : Ernie Johnson (sous le nom de Raymond Bieri)
- 1978 : Switch : Jack Gaynor - épisode The Cage
- 1978 : The Amazing Spider-Man : Kates - épisode The Con Caper
- 1978 - 79 : La Conquête de l'Ouest (How the West Was Won) : Général Sheridan - 3 épisodes
- 1978 - 1983 : Quincy : Ben Mular / Droyden
- 1979 - 1980 : Joe's World : Joe Wabash
- 1980 : Chips : Larson - épisode Off Road
- 1981 : L'Homme à l'orchidée (Nero Wolfe) : Leo Crown - épisode Before I Die
- 1981 : Palmerstown, U.S.A. : Jake Simms - épisode Vendetta
- 1981 : Buck Rogers : Commissaire Bergstrom -1 épisode
- 1981 - 82 : Bret Maverick : Elijah Crow
- 1982 : Trapper John, M.D. : Shérif Willis - 2 épisodes
- 1982 : L'Homme qui tombe à pic (The Fall Guy) : le Maire John P. Littlefield - 2 épisodes
- 1982 - 1984 : Matt Houston : Archie O'Brien / Inspecteur Cory McFadden / Shérif Butz
- 1982 - 1985 : K 2000 (Knight Rider) : Al Farland - épisode The Final Verdict / John Byrok - épisode Junk Yard Dog
- 1984 : Shérif, fais-moi peur (The Dukes of Hazzard) : J.J. Carver - 2 épisodes
- 1985 : Les Routes du paradis (Highway to Heaven) : Shérif Harm - épisode Plane Death
- 1985 - 1987 : Hopital St Elsewhere (St Elsewhere) : Gene Galecki - 4 épisodes
- 1985 : Rick Hunter (Hunter) : Charlie Coster - épisode Think Blue
- 1985 - 1990 : Arabesque (Murder, She Wrote) : Pat Phillips / Capitaine Frank Browning / Nick Zavackis
- 1986 : Blacke's Magic : Capitaine Gondolfo - épisode Prisoner of Paradise
- 1986 : Harry Fox, le vieux renard (Craey Like a Fox) : épisode Death on Arrival
- 1986 : La Cinquième Dimension (The Twilight Zone) : Flash - épisode Shadow Play/Grace Note (sous le nom de Raymond Bieri)
- 1986 : Disney Parade (Disneyland) : Oscar Kohlmeyer - épisode Le Chat pacha
- 1986 : Magnum (Magnum P.I.) : Capitaine de Police Frank Browning - épisode Novel Connection
- 1987 : Simon et Simon (Simon & Simon) : Ace Bradstreet - épisode Tanner, P.I. for Hire
- 1989 : La Loi est la loi (Jake and the Fatman) : Sam Dinello / Eddie Finnegan - épisode Someone To Watch over Me
- 1990 : L'Équipée du Poney Express (The Young Riders) : Lucius Corcoran - épisode Fall from Grace
- 1991 : Love, Lies and Murder : Howard
- 1993 : Les Anges de la ville (Sirens) : Seamus Whelan - épisode Waterloo
- 1993 : Dans la chaleur de la nuit (In the Heat of the Night) : Cal Sims - 1 épisode
- 1993 : La Loi de Los Angeles (L.A. Law) : Vernon Weeks - épisode Pacific Rimshot
- 1997 : Urgences (ER) : 1 épisode
- 1998 : Profiler : Monte Drake - épisode Victims of Victims
- 1999 : Cracker : le témoin - épisode Best Boys
- 2001 : FBI Family : M. Crowe - épisode Absolution
- 2001 : Arliss (Arli$$) : Jake - épisode Giving Somethong Back